# Pinheiros Futebol Clube
Pour les articles homonymes, voir Pinheiros (homonymie).
Maillots
Le Pinheiros Futebol Clube est un club brésilien de football basé à Pinheiros dans l'État de l'Espírito Santo. Il évolue depuis 2007 en première division du Championnat de l'Espírito Santo.

## Historique
- 1993 : Fondation du club sous le nom Esporte Clube Pinheiros
- 2006 : Le club est renommé Pinheiros Futebol Clube